# Дистрибуция (бизнес)
Дистрибуция (лат. distributio «распределение») — организация сбыта товара, распределение товара по сети сбыта.
Дистрибу́ция — это комплекс взаимосвязанных функций, которые реализуются в процессе распределения материального потока между различными покупателями. Таким образом, распределительная логистика, или физическое распределение — это деятельность, связанная с получением продукции, её сохранением к моменту получения заказа и следующая доставка к клиенту.
Остальными тремя элементами комплекса маркетинга являются продукт (англ. Product), цена (англ. Pricing) и продвижение продукта (англ. Promotion).
Канал распределения — совокупность фирм или отдельных лиц, которые принимают на себя или помогают передать кому-то другому право собственности на конкретный товар или услугу на их пути от производителя к потребителю.

## Параметры канала распределения
1. Уровень канала распределения представляет собой посредника, который обеспечивает работу по продвижению товара от производителя к конечному потребителю.
Канал распределения нулевого уровня:
производитель → потребитель
Канал распределения первого уровня:
производитель → розничный посредник → потребитель
Канал распределения второго уровня:
производитель → оптовый посредник → розничный посредник → потребитель
Канал распределения третьего уровня:
производитель → оптовый посредник → мелкооптовый посредник → розничный посредник → потребитель
2. Мощность канала распределения определяется количеством продукции, которая проходит через распределительный канал.
3. Длина и ширина канала распределения характеризуются количеством посредников на любом этапе реализации продукции.
Выделяют три вида каналов распределения:
1. Прямые каналы - к ним относятся такие, в которых перемещение товаров организовано на основе прямых договоров между производителями и потребителями, т.е. без привлечения посреднических организаций. К преимуществам таких каналов следует отнести возможность полного контроля со стороны производителя за движением товара. К недостаткам — ограниченность рынков сбыта.
2. Косвенные каналы - предполагают использование посреднических звеньев, т.е. движение товаров от производителей идёт сначала к одному из посредников, а от него либо к потребителю, либо к другому посреднику — мелкооптовому. Преимуществами таких каналов является расширение возможностей сбыта, границ рынка и т.п. Недостатки же выражаются в сокращении возможностей контроля за продвижением товара.
3. Смешанные каналы - смешанные каналы объединяют в себе признаки тех и других. Часть продукции сбывается по прямым поставкам, часть — через посреднические звенья.